# Аргентал
Аргентал (њем. Argenthal) општина је у њемачкој савезној држави Рајна-Палатинат. Једно је од 134 општинска средишта округа Рајн-Хунсрик. Према процјени из 2010. у општини је живјело 1.636 становника. Посједује регионалну шифру (AGS) 7140003.

## Географски и демографски подаци
Аргентал се налази у савезној држави Рајна-Палатинат у округу Рајн-Хунсрик. Општина се налази на надморској висини од 458 метара. Површина општине износи 28,5 km². У самом мјесту је, према процјени из 2010. године, живјело 1.636 становника. Просјечна густина становништва износи 57 становника/km².